# 红外线

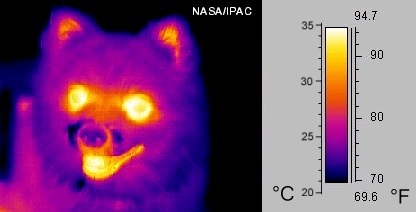
一隻狗的紅外線照片

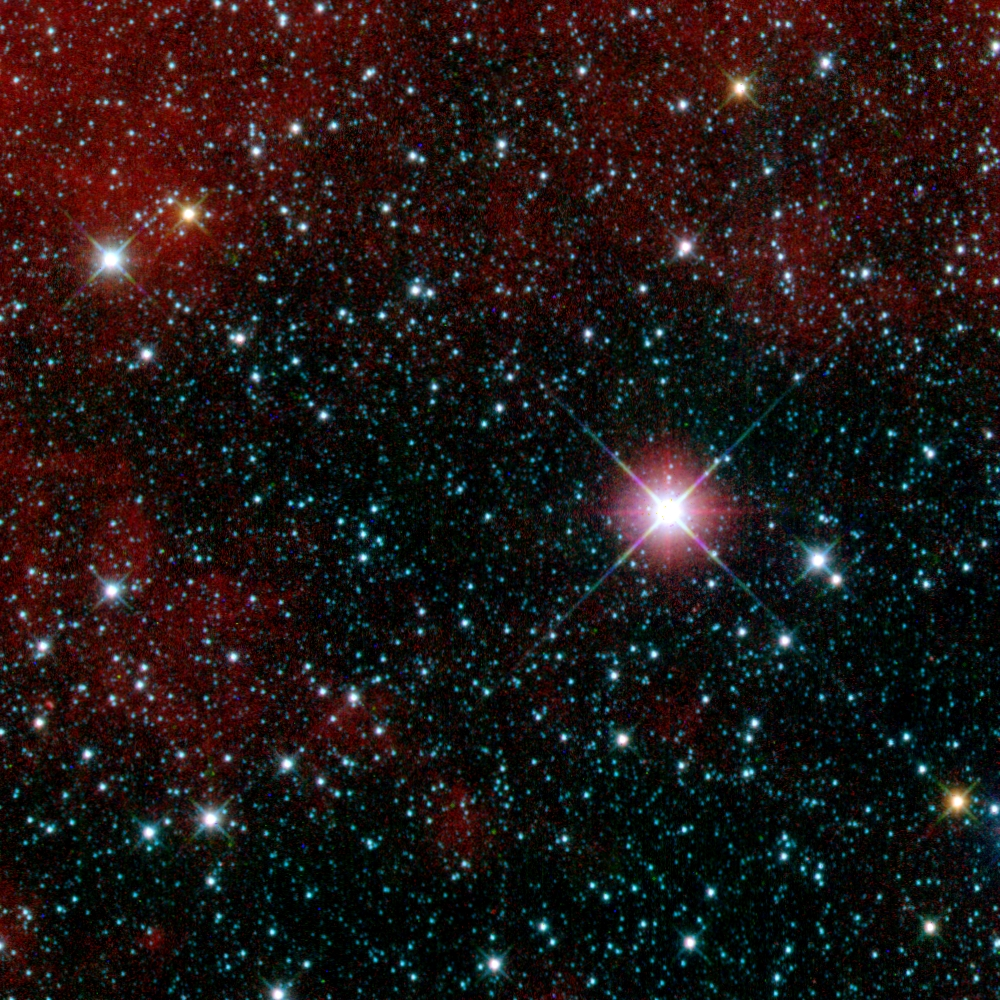
假色的紅外線望遠鏡圖，其中的藍色、綠色及紅色對應3.4, 4.6和12 µm的波長。

红外线（英語：infrared，简称IR）是波长介乎微波与可见光之间的电磁波，其波長在760纳米（nm）至1毫米（mm）之間，是波長比紅光長的非可見光，對應頻率約是在430 THz到300 GHz的範圍內。室溫下物體所發出的熱輻射多都在此波段。红外线於1800年由威廉·赫歇爾首次提出。地球吸收及發射紅外線輻射對氣候具影響，現今紅外線亦應用於不同科技領域。

## 發現與特性
红外线是在1800年由天文學家威廉·赫歇爾發現，他通过将温度计放置于太阳光谱的红色区域之外并发现温度上升，指出有一種頻率低于紅色光的輻射：肉眼看不見，但仍能使被照射物體表面的溫度上昇。地球从太陽获得的能量中，有超过一半是以吸收红外线的方式。地球吸收及發射紅外線輻射的平衡對其氣候有關鍵性的影響。
當分子改變其旋轉或振動的運動方式時，就會吸收或發射紅外線。由紅外線的能量可以找出分子的振動模態及其偶極矩的變化，因此在研究分子對稱性及其能態時，紅外線是理想的頻率範圍。紅外線光譜學研究在紅外線範圍內的光子吸收及發射。

## 與光線的關係
光線是一種輻射電磁波，其波長分佈自300 nm（紫外線）到14,000 nm（遠紅外線）。不過以人類的經驗而言，「光域」通常指的是肉眼可見的光波域，即是從400 nm（紫）到700 nm（紅）可以被人類眼睛感覺得到的範圍，一般稱為「可見光域」（Visible）。由於近代科技的發達，人類利用各種「介質」（特殊材質的感應器），把感覺範圍從「可見光」部份向兩端擴充，最低可達到0.08～0.1nm（X光，0.8～1Å），最高可達10,000 nm（遠紅外線，熱成像範圍）。

## 器件设计材料学
窄带隙半导体为各种基于红外技术器件的材料基础，包括铋、锑、铟、镉、硒等元素的化合物及合金。尖端高频功能性红外器件的研发常基于窄带隙的纳米材料。纳米窄带半导体中，量子限制效应和电子-空穴耦合存在相互作用，致使描述和设计常面临诸多挑战。“兰克斯模型”将k·p方法拓展到了非抛物线性的能带边结构，常用于处理红外范围内的电子光学。利用密度泛函理论的第一性原理超级计算，被用以了解精确的能带曲率和对应的光电子密度，但对算力和算时要求甚高。研发者亦常采用“唐-崔瑟豪斯理论”的低维多带迭代法来解决此问题。

## 自然界的紅外線
陽光的等效溫度為5,780開爾文，其熱輻射的頻譜中有一半是紅外線。在海平面上，陽光在的輻照度是每平方公尺1千瓦。其中有527瓦的能量是紅外線、445瓦是可見光，而32瓦的能量是紫外線。
在地球表面，其溫度遠低於太陽的溫度，幾乎所有的熱輻射都是由不同頻率的紅外線組成。在這些天然的熱輻射源中，只有閃電及火熱到可以產生一些可見光，而火產生的紅外線比可見光還要多。

## 不同領域的紅外線
物體通常會輻射出跨越不同波長的紅外線，但是偵測器的設計通常只能接收感到興趣的特定頻譜寬度以內的輻射。結果是，紅外線通常會被區分成不同波長的較小區段。

### 一般分類
一般使用者的分類是：
- 近紅外線（NIR, IR-A DIN）：波長在0.75—1.4微米，以水的吸收來定義，由於在二氧化矽玻璃中的低衰減率，通常使用在光纖通信中。在這個區域的波長對影像的增強非常敏銳。例如，包括夜視設備，像是夜視鏡。
- 短波長紅外線（SWIR, IR-B DIN）：1.4—3微米，水的吸收在1,450奈米顯著的增加。1,530至1,560奈米是主導遠距離通信的主要光譜區域。
- 中波長紅外線（MWIR, IR-C DIN）也稱為中紅外線：波長在3—8微米。被動式的紅外線追熱導向飛彈技術在設計上就是使用3—5微米波段的大氣窗口來工作，對飛機紅外線標識的歸航，通常是針對飛機引擎排放的羽流。
- 長波長紅外線（LWIR, IR-C DIN）：8—15微米。這是"熱成像"的區域，在這個波段的感測器不需要其他的光或外部熱源，例如太陽、月球或紅外燈，就可以獲得完整的熱排放量的被動影像。前視性紅外線（FLIR）系統使用這個區域的頻譜，有時也會被歸類為「遠紅外線」。
- 遠紅外線（FIR）：50—1,000微米（參見遠紅外線雷射）。

NIR和SWIR有時被稱為"反射紅外線"，而MWIR和LWIR有時被稱為"熱紅外線"，這是基於黑體輻射曲線的特性，典型的'熱'物體，像是排氣管，同樣的物體通常在MW的波段會比在LW波段下來得更為明亮。

### 國際照明委員會分類系統
國際照明委員會建議將紅外線區分為以下三個類別：
- 紅外線-A (IR-A)：700奈米—1,400奈米（0.7微米—1.4微米）
- 紅外線-B (IR-B)：1,400奈米—3,000奈米（1.4微米—3微米）
- 紅外線-C (IR-C)：3,000奈米—1毫米（3微米—1,000微米）

### ISO 20473分類
ISO 20473的分類如下：
| 名稱     | 縮寫 | 波長         |
| -------- | ---- | ------------ |
| 近紅外線 | NIR  | 0.78—3微米   |
| 中紅外線 | MIR  | 3—50微米     |
| 遠紅外線 | FIR  | 50—1,000微米 |

### 天文學分類方案
天文學家通常將以如下的波段區分紅外線的範圍：
| 名稱     | 縮寫 | 波長                       |
| -------- | ---- | -------------------------- |
| 近紅外線 | NIR  | （0.7—1）至5微米           |
| 中紅外線 | MIR  | 5至（25—40）微米           |
| 遠紅外線 | FIR  | （25—40）至（200—350）微米 |

這種分類不是很精確，而且和發佈的單位有關。這三種區域分別用於觀測不同溫度的範圍，以及不同環境下的空間。

### 感測器回應分類方案
可以依不同感測器可偵測的範圍來分類：

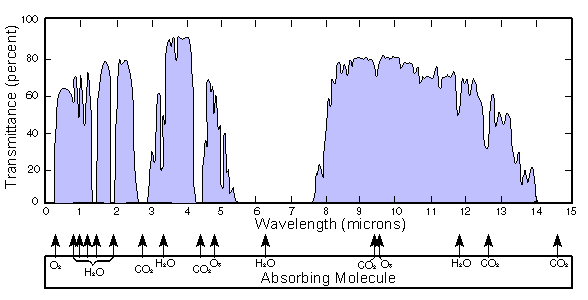
部分紅外線區域的大氣層穿透圖。

- 近紅外線：波長範圍為0.7至1.0 µm（由人眼無法偵測的範圍到矽可響應的範圍）
- 短波紅外線：波長範圍為1.0至3 µm（由矽的截止頻率到大气紅外線窗口的截止頻率），InGaAs範圍可以到1.8 µm，一些較不靈敏的鉛鹽也可偵測到此範圍。
- 中波紅外線：波長範圍為3至5 µm（由大气紅外線窗口定義，也是銻化銦及HgCdTe可覆蓋的範圍，有時是硒化鉛可覆蓋的範圍）
- 長波紅外線：波長範圍為8至12或是7至14 µm（是HgCdTe及微测辐射热计（英语：microbolometer）可覆蓋的範圍）
- 遠紅外線（VLWIR）：波長範圍為12至30 µm，是掺杂硅可覆蓋的範圍

近紅外線最接近人眼可以看到的波長範圍，而中波紅外線及長波紅外線就逐漸地遠離可見光譜。其他的定義會依照不同的物理機制（最大發射量的頻率或頻帶，是否會被水吸收等），最新的定義是依照新的技術（常見的矽偵測器在1,050 nm以下可以感測，而砷化銦鎵則是950 nm至1,7002,600 nm的範圍內可以感測。
依照引用標準的不同，紅外線的波長最短約在700 nm和800 nm之間，但可見光和紅外線沒有明確定義的邊界。人眼對於波長700 nm以上的光較不靈敏，因此若用一般強度的光源發射較長波長的光，人眼無法看到。但用一些高強度的近紅外線光源（例如紅外線雷射、紅外線LED、或是將可見光移除後的日光），可以偵測到約780 nm的紅外線，會被視為紅光。強度再高一些的紅外線光源可以讓人眼偵測到波長1050 nm的紅外線，會被視為暗紅色的光束。因此會造成周圍全暗的情形下，用人眼可以看到近紅外線的問題（一般會用間接照明的方式改善此問題）。葉子在近場外線下會格外的明亮，若用紅外線濾鏡濾除可見光，并有一段時間讓眼睛去適應經過紅外線濾鏡後特別暗的影像，人眼有可能可以看到在紅外線下發光的樹葉，也就是罗勃·伍德效應。

## 紅外線的發現
公元1666年牛頓發現光譜並測量出3,900埃—7,600埃（400nm—700nm）是可見光的波長。1800年4月24日英國倫敦皇家學會的威廉·赫歇爾發表太陽光在可見光譜的紅光之外還有一種不可見的延伸光譜，具有熱效應。他所使用的方法很簡單，用一支溫度計測量經過稜鏡分光後的各色光線溫度，由紫到紅，發現溫度逐漸增加，可是當溫度計放到紅光以外的部份，溫度仍持續上昇，因而斷定有紅外線的存在。在紫外線的部份也做同樣的測試，但溫度並沒有增高的反應。紫外線是1801年由RITTER用氯化銀感光劑所發現。
底片所能感應的近紅外線波長是肉眼所能看見光線波長的兩倍，用底片可以記錄到的波長上限是13,500埃，如果再加上其它特殊的設備，則最高可以達到20,000埃，再往上就必須用物理儀器偵測了。

## 紅外線輻射源區分
紅外線輻射源可區分為四部份：
1. 白熾發光區（actinic range）：或稱「光化反應區」，由白熾物體產生的射線，自可見光域到紅外域。如燈泡（鎢絲燈，tungsten filament lamp），太陽。
2. 熱體輻射區（hot-object range）：由非白熾物體產生的熱射線，如電熨斗及其它的電熱器等，平均溫度約在400℃左右。
3. 發熱傳導區（calorific range）：由滾沸的熱水或熱蒸汽管產生的熱射線。平均溫度低於200℃，此區域又稱為「非光化反應區」（non-actinic）。
4. 溫體輻射區（warm range）：由人體、動物或地熱等所產生的熱射線，平均溫度約為40℃左右。

- 站在照相與攝影技術的觀點來看感光特性：光波的能量與感光材料的敏感度是造成感光最主要的因素。波長愈長，能量愈弱，即紅外線的能量要比可見光低，比紫外線更低。但是高能量波所必須面對的另一個難題就是：能量愈高穿透力愈強，無法形成反射波使感光材料擷取影像，例如X光，就必須在被照物體的背後取像。因此，攝影術就必須往長波長的方向——「近紅外線」部份發展。以造影為目標的近紅外線攝影術，隨著化學與電子科技的進展，演化出下列三個方向：

1. 近紅外線底片：以波長700 nm—900 nm的近紅外線為主要感應範圍，利用加入特殊染料的乳劑產生光化學反應，使此一波域的光變化轉為化學變化形成影像。
2. 近紅外線電子感光材料：以波長700 nm—2,000 nm的近紅外線為主要感應範圍，它是利用以矽為主的化合物晶體產生光電反應，形成電子影像。
3. 中、遠紅外線熱像感應材料：以波長3,000 nm—14,000 nm的中紅外線及遠紅外線為主要感應範圍，利用特殊的感應器及冷卻技術，形成電子影像。

## 紅外線和溫室效應

溫室效應的簡圖

地球表面及雲會吸收太陽發射的可見光及輻射，再以紅外線的形式發射到大氣層中。大氣中的特定物質（例如雲裡的水滴和水蒸氣，還有二氧化碳、甲烷、一氧化氮、六氟化硫及氟氯碳化物等）會吸收紅外線，再發射回地球。溫室效應可以提高大氣層及地表的溫度。
涉及主題和應用包括黑体辐射、太阳能电池以及红外通讯技术。

## 科技應用
红外线可用在軍事、工業、科學及醫學的應用中。紅外線夜視裝置利用即時的近紅外線影像，可以在不被查覺的情形下在夜間觀察人或是動物。紅外線天文學利用有感測器的望遠鏡穿透太空的星塵（例如分子雲），檢測像是行星等星體，以及檢測早期宇宙留下的紅移星體。紅外線熱顯像相機可以檢測隔絕系統的熱損失，觀查皮膚中血液流動的變化，以及電子設備的過熱。红外线穿透云雾的能力比可见光强，像紅外線導引常用在飛彈的導航、熱成像儀及夜視鏡可以用在不同的應用上、红外天文学及遠紅外線天文學可在天文學中應用红外线的技術。